# Peter Ekblom
Stig Peter Ekblom, född 21 maj 1952 i Helsingfors, död 4 december 2005 i Lund, var en finländsk medicinsk forskare.
Ekblom studerade medicin vid Helsingfors universitet där han tog läkarexamen och blev legitimerad läkare 1977. Han disputerade 1981 vid Helsingfors universitet och blev medicine doktor. 1983 blev han docent i experimentell patologi och 1984–1990 var han verksam vid Max-Planck-Institutet i Tübingen. Han var därefter professor i zoofysiologi vid Uppsala universitet 1990–1999 och från 1 november 1998 professor i molekylär cellbiologi vid Lunds universitet.
Ekbloms forskning kretsade kring bland annat epitelcellers utveckling och basalmembranets roll i detta.
Ekblom invaldes 2004 som utländsk ledamot av Kungliga Vetenskapsakademien.